# Deep Space
Deep Space – seria amerykańskich misji kosmicznych testujących technologie przewidziane do powszechnego zastosowania w statkach kosmicznych w XXI wieku. Jednym z celów było umożliwienie szybszego docierania statków do odległych obszarów Układu Słonecznego).
W ramach programu wystrzelono 24 października 1998 roku sondę Deep Space 1, która dostarczyła materiału do badań komety Borrelly'ego, zaś sonda Deep Space 2, wystrzelona 3 stycznia 1999, była związana z próbnikiem Mars Polar Lander.